# Spookverhaal
Een spookverhaal of spookgeschiedenis is een meestal griezelig verhaal waarin spoken voorkomen. Als literair genre gaat het traditioneel om korte verhalen over bovennatuurlijke gebeurtenissen of schrikaanjagende dingen die iemand zich inbeeldt. Spookverhalen komen in mondelinge of geschreven vorm over heel de wereld voor. Enkele van de beroemdste klassieke spookverhalen zijn Washington Irvings "The Legend of Sleepy Hollow", Edgar Allan Poe's "The Tell-Tale Heart" en Oscar Wildes "The Canterville Ghost". 
Een spookverhaal kan op zichzelf staan of terug te vinden zijn als fragment in een ander, groter verhaal. Bekende Europese voorbeelden van het laatstgenoemde zijn Apuleus' De gouden ezel, Geoffrey Chaucers The Nun’s Priest’s Tale, Shakespeares Hamlet, heel wat tragedies uit de renaissance en de gothic novels van de 18e en 19e eeuw. 

## Bloeiperiode tijdens victoriaans tijdperk
Met name in de victoriaanse tijd maakte het genre opgang. Vaak weerkerende elementen in deze spookverhalen zijn spookhuizen, wraakzuchtige geesten, geesten die levenden voor dreigend gevaar waarschuwen, en onzichtbare antagonisten. Heel wat bekende auteurs uit die tijd schreven spannende en veelgelezen spookverhalen: Charles Dickens (To Be Taken with A Grain of Salt, 1865), Robert Louis Stevenson (The Body-Snatcher, 1884), Rudyard Kipling (At the End of the Passage, 1890), Arthur Conan Doyle (The Captain of the 'Pole-star', 1883) Henry James (The Romance of Certain Old Clothes, 1868) en Wilkie Collins (The Haunted House, 1859), alsook echte specialisten van het genre zoals M.R. James (Canon Alberic's Scrap-book, 1895) en Sheridan Le Fanu (The House by the Churchyard, 1863).

## Enkele auteurs
Vooral in de Engelse literatuur was het spookverhaal dus bijzonder populair en dat is zo gebleven tot op de dag van vandaag. Enkele eigentijdse schrijvers van spookverhalen zijn: 
- Graham Greene, A Little Place Off the Edgware Road
- Muriel Spark, The Portobello Road
- Joyce Carol Oates, The Others
- V. S. Pritchett,  A Story of Don Juan
- Tim O'Brien,  The Ghost Soldiers
- Anne Sexton, The Ghost
- Nadine Gordimer, Letter from His Father